# 2 Dywizja Czarnych Koszul

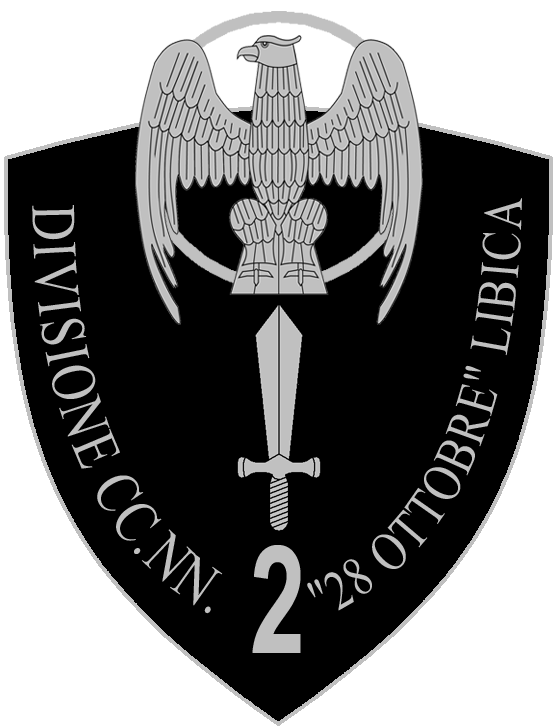
Herb 2 Dywizji Czarnych Koszul

2 Dywizja Czarnych Koszul „28 Ottobre” – jeden z włoskich związków taktycznych okresu II wojny światowej, operujący na terenie Afryki. Dowódcą dywizji był gen. Francesco Argentino.

## Skład w 1940
- 231 pułk Czarnych Koszul,
- 238 pułk Czarnych Koszul,
- 202 pułk artylerii,
- 2 batalion ckm,
- 2 batalion saperów,
- inne służby.